# Kurznagelkänguru
Das Kurznagelkänguru oder Zügelstreif-Nagelkänguru (Onychogalea fraenata) ist eine Beuteltierart aus der Familie der Kängurus (Macropodidae).

## Merkmale
Kurznagelkängurus erreichen eine Kopfrumpflänge von 43 bis 70 Zentimetern, hinzu kommt noch der 36 bis 73 Zentimeter lange Schwanz. Ihr Gewicht beträgt 4 bis 9 Kilogramm, wobei die Männchen deutlich größer und schwerer werden als die Weibchen. Die Hinterbeine sind wie bei den meisten Kängurus groß und kräftig, die Vorderbeine hingegen deutlich kürzer. Der Schwanz ist lang und muskulös, wie bei allen Nagelkängurus befindet sich an der Schwanzspitze ein kleiner nagelartiger Sporn. Das Fell ist an der Oberseite überwiegend grau gefärbt, die Unterseite ist weißlich. Charakteristisch sind die weißen, zügelförmigen Streifen, die von hinter den Ohren über den Nacken und die Schultern bis zur hellen Unterseite verlaufen. Im Bereich der Hüfte sind ebenfalls weiße, aber häufig unauffällige Streifen vorhanden.

## Verbreitung und Lebensraum

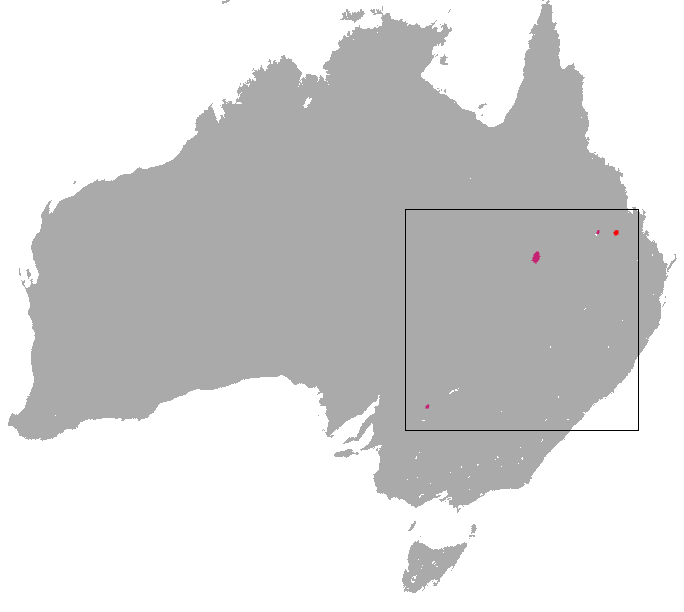
Verbreitungsgebiet des Kurznagelkängurus (rot: ursprüngliche Restvorkommen; pink: wieder eingeführt)

Früher waren die Kurznagelkängurus über weite Teile des östlichen Australien verbreitet, sie lebten im östlichen Queensland, in New South Wales und im nördlichen Victoria. Heute ist die Population auf drei kleine Gebiete in Queensland, wie den Taunton-Nationalpark, beschränkt. Ihr Lebensraum sind eher trockene, akazienbestandene Buschländer.

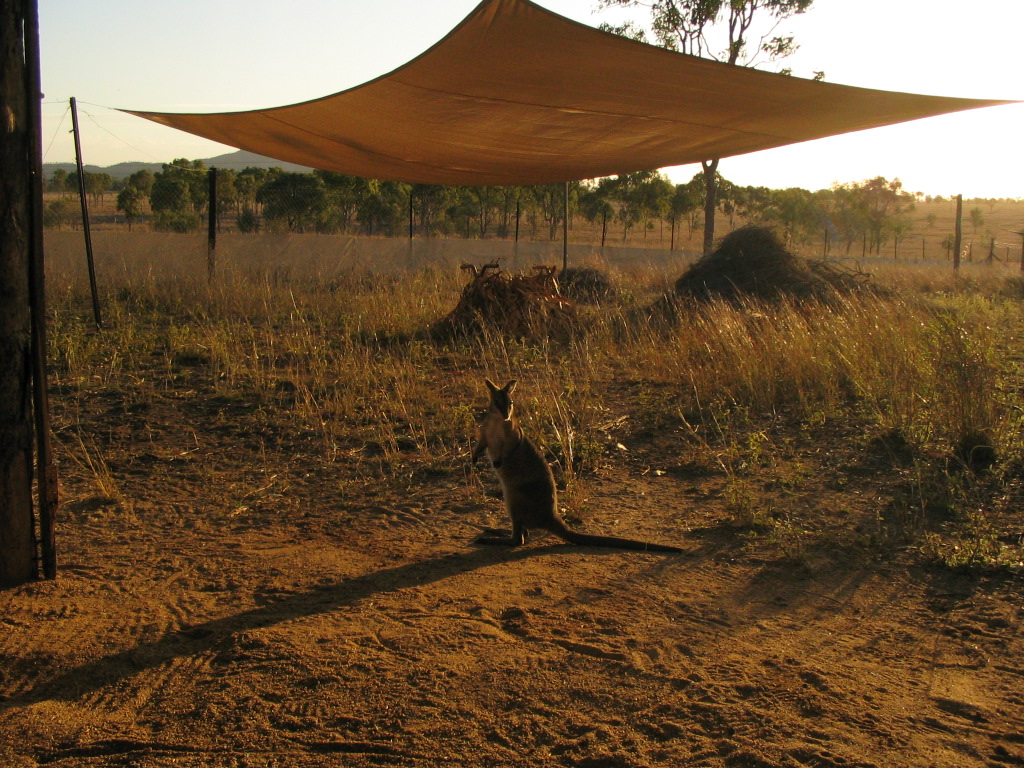
Kurznagelkänguru im Buschland

## Lebensweise
Diese Kängurus sind dämmerungs- oder nachtaktiv. Tagsüber ruhen sie im hohen Gras oder in niedrigen Nestern, in der Nacht begeben sie sich auf Nahrungssuche. Sie leben meist einzelgängerisch, bei großer Trockenheit bilden sie manchmal Gruppen. Ihre Nahrung besteht vorwiegend aus Gräsern und Kräutern, wie alle Kängurus haben sie einen mehrkammerigen Magen, um die schwer verdauliche Pflanzennahrung besser verwerten zu können.
Das Weibchen bringt nach rund 24-tägiger Tragzeit ein einzelnes Jungtier zur Welt. Die Neugeborenen verbringen ihre ersten Lebensmonate im Beutel der Mutter, selbstständig werden sie mit rund einem Jahr.

## Gefährdung
Bis zum Ende des 19. Jahrhunderts waren Kurznagelkängurus noch relativ häufig, dann setzte ein dramatischer Rückgang der Population ein. Die Hauptursache dafür war die Umwandlung ihres Lebensraums in Weidegebiete für Schafe. In geringerem Ausmaß kam die Verfolgung durch die eingeschleppten Füchse und die Nahrungskonkurrenz mit den Kaninchen hinzu. Von 1937 bis 1973 gab es keine Sichtung und man hielt die Art bereits für ausgestorben.
In den 1970er-Jahren wurde eine kleine Population in einem rund 100 km² großen Gebiet in Queensland entdeckt. Teile des Gebietes wurden von der Regierung gekauft und daraus ein Schutzgebiet, der Taunton-Nationalpark, geschaffen. Dieses Gebiet ist heute das einzig bekannte, in dem die Art natürlicherweise noch lebt. Daneben wurde ein Nachzucht- und Wiederansiedlungsprogramm gestartet. In zwei Gebieten Queenslands, dem Idalia-Nationalpark und dem Avocet Nature Refuge, gibt es mittlerweile wieder freilebende Populationen. In New South Wales wurden die Tiere im Scotia-Schutzgebiet wieder angesiedelt.
Die IUCN schätzt die Gesamtpopulation auf weniger als 1100 ausgewachsene Tiere in freier Natur und listet die Art als „stark gefährdet“ (endangered).
In Europa werden diese Kängurus nicht mehr gepflegt, ehemalige Halter sind Berlin, Frankfurt, Köln und London.

## Belege
1. ↑   ZTL 10.6.